# Ямъядыелга
Ямъядыелга (устар. Ямьяды-Елга (Ям-Яба)) — река в Башкирии, протекает по Янаульскому району. Устье реки находится в 36 км по правому берегу реки Буй, в Кармановском водохранилище. По устаревшим данным ГВР, длина реки составляет 13 км, однако после ввода в строй водохранилища устье реки передвинулось на пару километров вверх.

## Данные водного реестра
По данным государственного водного реестра России относится к Камскому бассейновому округу, водохозяйственный участок реки — Буй от истока до Кармановского гидроузла, речной подбассейн реки — бассейны притоков Камы до впадения Белой. Речной бассейн реки — Кама.
Код объекта в государственном водном реестре — 10010101112111100016434.